# Annette Hug
Annette Hug (geboren am 10. Juli 1970 in Zürich) ist eine Schweizer Schriftstellerin.

## Leben
Annette Hug wuchs in Stallikon bei Zürich auf und legte an der Kantonsschule Wiedikon in Zürich ihre Matura ab. Hug studierte in Zürich und Manila Geschichte und Women and Development Studies. Sie war als Dozentin und Gewerkschaftssekretärin des VPOD tätig. Hug lebte lange auf den Philippinen und war in der lokalen Frauenbewegung aktiv. Heute lebt und arbeitet sie als freie Autorin in Zürich und ist Vorstandsmitglied im Verband Autorinnen und Autoren der Schweiz.
Seit 2010 ist sie mit Stefan Keller verheiratet.

## Werke
- Lady Berta. Rotpunktverlag, Zürich 2008, ISBN 978-3-85869-362-4.
- In Zelenys Zimmer. Rotpunktverlag, Zürich 2010, ISBN 978-3-85869-425-6.
- Wilhelm Tell in Manila. Das Wunderhorn, Heidelberg 2016, ISBN 978-3-88423-518-8.
- Tiefenlager. Roman. Das Wunderhorn, Heidelberg 2021, ISBN 978-3-88423-649-9.

## Auszeichnungen
- 2017: Schweizer Literaturpreis für Wilhelm Tell in Manila[4]
- 2021: Literarische Auszeichnung der Stadt Zürich[5]
- 2022: ZKB-Schillerpreis für Tiefenlager[6]